# Dean Winchester
Dean Winchester és un personatge fictici de la sèrie de televisió Supernatural ("Sobrenatural" a Espanya), interpretat per l'actor estatunidenc, Jensen Ackles.

## Participació
La sèrie, basada en els fenòmens inexplicables i les llegendes urbanes que recorren el territori nord-americà, explica la història de dos joves germans que, a partir de la mort de la seva mare ocasionada per un dimoni i la misteriosa desaparició del seu pare, es dediquen íntegrament a caçar éssers sobrenaturals (fantasmes, esperits venjatius, ens assassins i dimonis), amb la finalitat de trobar al dimoni causant de la seva tragèdia familiar i cobrar venjança.

## Biografia del personatge

### Infància
Dean Winchester és el major dels germans Winchester. Va néixer el 24 de gener de 1979 en Lawrence, Kansas. Quan era molt petit, la seva mare va ser tràgicament assassinada per un enigmàtic dimoni que es va escabullir fins a la seva llar a Kansas amb l'objectiu de maleir a través de la seva sang a Sam (Jared Padalecki), nounat en la família Winchester. Aquest esdeveniment marcaria tant la vida del seu pare com la del propi personatge, ja que a l'ésser el major dels dos germans, havia d'assegurar-se de protegir en tot moment a Sam. D'aquesta forma, la infància de Dean seria catastròfica i diferent a la de qualsevolaltre menor d'edat: sense la presència maternal en la seva tutela i protegint en tot moment al seu germà de qualsevol esdeveniment paranormal.
La família Winchester decideix deixar la seva llar de sempre a Kansas, després del desafortunat succés, mentre que John Winchester (el seu pare, interpretat per Jeffrey Dean Morgan) es converteix en un caçador de fantasmes i éssers sobrenaturals, amb l'única fi de localitzar al dimoni que va causar la mort de la seva esposa.

### Membre del projecte familiar
En la sèrie s'explica que Dean, al contrari que el seu germà, sempre va seguir les normes que li va marcar el seu pare i va seguir amb el "negoci familiar" mentre Sam se n'anava a la universitat. Després de la desaparició del seu pare per causes estranyes, Dean recorre a l'ajuda del seu germà i tots dos emprenen un viatge per tot EE.UU. seguint alguna pista que els porti al seu progenitor i matant als éssers que van trobant.

### Primera temporada
En començar la sèrie, Dean és un caçador nat, que segueix les petjades del seu pare.

### Segona temporada
Després de ser envestits pel tracte-camió quan viatjaven en el seu cotxe, Sam i John aconsegueixen salvar-se de la mort i resulten només amb danys lleus a nivell físic. No obstant això, Dean ha estat el major afectat de tal trobada paranormal, i es debat entre la vida i la mort. En plena convalescència, Dean descobreix que es troba en un estat de portal anormal, on encara segueix totalment conscient.
Després de tornar a la normalitat i oblidar tot el succeït durant aquests dies, Dean i Sam perden al seu pare, que se sacrifica per salvar al seu fill. Això és una cosa que va a marcar a Dean durant tota la temporada, perquè no deixa de sentir-se culpable per la seva mort, per pensar que ell hauria de ser el que estigués mort en el seu lloc.
Quan tornen a la carretera, Dean i Sam coneixen a Helen i a la seva filla Jo, velles conegudes del seu pare i que al costat de Bobby, els seran de gran ajuda en els mals moments. Al costat d'ella, apareix Ash, que dona als germans informació sobre el dimoni que busquen. Dean es torna sobreprotector amb el seu germà, per ser tota la família que li queda i per saber que el dimoni va darrere d'ell.

### Tercera temporada
En finalitzar la segona temporada, es reconeix un Dean molt més sentimental i proper, demostrant l'amor que sent pel seu germà en vendre la seva ànima a canvi que ell visqui. En aquesta temporada veiem un Dean que vol gaudir l'any que li queda però que alhora desitja altres coses com una família, fills i una vida normal. Desitja viure la seva vida, compartir amb el seu germà tot el que sap i d'alguna manera preparar-lo pel que ve. És conscient que deixarà a Sam sol i desitja veure'l independent d'ell.
L'any passa i el tracte deu complir-se. Dean és portat a l'infern on passaà 40 anys (4 mesos a la terra).

### Quarta temporada
Després de ser rescatat de l'infern per Castiel, Dean sofreix grans canvis: no té la mateixa força que abans; també la seva relació amb Sam empitjora, tot en part gràcies a Ruby en la qual mai va confiar, i que va resultar ser la causant que Sam es tornés «malvat». La relació entre els Winchester es veu severament danyada quan el menor comença a mentir-li i ocultar-li coses a Dean, aconseguint que aquest perdi la confiança en ell.
Els conflictes entre tots dos arriben al grau que Sam, en diverses ocasions, tracte de manera bastant cruel i freda a Dean causant en ell un profund dolor i desil·lusió. Malgrat tot això, Dean no es rendeix i a cap moment deixa de lluitar per recuperar-lo i salvar-lo, encara que per a això hagi d'enfrontar-se a ell. El personatge de Sam acaba realitzant actes qüestionables: en el capítol "Sex and Violence" es revela, gràcies a l'encanteri d'una sirena, que Sam és el que Dean més estima i l'única cosa que necessita per ser feliç, però Sam (també sota l'encant de la sirena) es burla cruelment d'ell i les seves lamentacions per les ànimes que va torturar a l'infern, li diu que no el necessita i que només l'està obstaculitzant. Això desperta en Dean una tremenda ira i ocasiona una brutal baralla entre tots dos homes.
En aquesta temporada jura lleialtat a Déu i els Àngels, però només perquè els àngels l'obliguen.

### Sisena temporada
El fil argumental de la sisena temporada s'inicia un any més tard, després que Dean vegi a Sam sacrificar-se en la "Gàbia de l'infern". Mantenint la promesa que va fer a Sam, Dean renuncia a la vida de la caça i ara viu amb Lisa i Ben. Després, Dean és enverinat per un Djinn i comença a alucinar creient que els seus pitjors temors es fan realitat. Sam rescata a Dean injectant-li un antídot que el fa despertar, i li revela que va escapar de l'infern més o menys al mateix temps en què Dean es va mudar amb Lisa, i li presenta a membres de la seva família que Dean ni tan sols sabia que existien: els Campbells, els cosins de la seva mare, liderats pel seu avi Samuel.
Després d'ajudar a matar als Djinn, Dean no vol tornar a la vida de la caça i decideix seguir vivint amb Lisa i Ben amb la finalitat de mantenir-los segurs. Al final del capítol "Dos homes i mig" Lisa li diu a Dean que torni a la vida de la caça i que ella i Ben estaran allí quan torni.
En "Live Free or Twihard" Sam i Dean investiguen els casos de nenes desaparegudes que estan obsessionades amb els vampirs. S'adonen que les noies estan sent segrestades per vampirs locals, els qui aguaiten en un bar anomenat "La Rosa Negra". Sam permet que Dean sigui transformat en un vampir, sabent que Samuel té una cura. Esperant no haver-se convertit, Dean va a visitar a Lisa, però gairebé perd el control mentre parla amb ella i fuig. Més tard, Dean s'infiltra en el niu i abans de poder matar el vampir cap del grup, el vampir Alpha els mana una visió telepàtica dels seus plans. Dean aconsegueix matar a cada vampir del niu, però beu la dolorosa cura i recorda que Sam ha permès que tot passés.
En "You Can't handle the truth" Dean i Sam investiguen un poble a Illinois, on les víctimes han sentit les pitjors veritats sobre si mateixos, la qual cosa els porta a cometre suïcidi. L'encanteri també afecta a Dean, amb el que ell aprofita per interrogar a Sam, però aquest s'exculpa a si mateix, dient que al moment no sabia què fer i que li dol que Dean no confiï en ell. Com aparentment Sam ha dit la veritat, continuen caçant i descobreixen que Veritas, la deessa de la veritat, és la responsable de l'encanteri. Però les coses no van com ho van planejar quan tots dos germans són capturats per Veritas, qui se sorprèn en veure que el seu encanteri no afecta a Sam i declara que aquest és inhumà, ja que cap ésser humà és immune a la seva aura de la veritat. Els germans aconsegueixen acabar amb èxit la seva missió, però Dean amenaça a Sam a punta de ganivet, exigint la veritat. Sam confessa la seva falta d'emoció i temor, però Dean no ho accepta i li propina nombrosos cops fins a deixar-ho inconscient.

## Trets característics del personatge
- Dean és el llançat de la família. Un noi maco i cregut els majors vicis del qual són les dones i els menjars escombraries, encara que d'altra banda vol de forma desmesurada a la seva família (i a Castiel) i faria qualsevol cosa per ells. La seva missió és protegir i salvar al seu germà d'una destinació incerta. Així doncs, tenim un home molt irònic, que gaudeix fent rabiar al seu germà i alhora molt valent, sent capaç de sacrificar la seva pròpia vida si és necessari, no només per la seva pròpia família, sinó per desconeguts, alguna cosa que fa especial a aquest personatge.
- Com a curiositats, cal afegir que Dean està totalment enamorat de la seva Chevy Impala negre del 67, un regal del seu pare, que sempre porta un collaret amb el cap d'un indi que li va regalar el seu germà Sam en la sèrie, quan eren petits, adora el rock de finals dels 70 i dels 80, li encanten les pel·lícules de Jack Nicholson, sent les que més nomena en la sèrie, Atrapat sense sortida o Algú va volar sobre el niu del cuco i The Shining, la seva fòbia són els avions i veu el programa de Oprah, encara que nega haver-lo vist.
- Dean sol anomenar afectuosament "Sammy" al seu germà menor, una cosa que al principi de la sèrie molestava bastant a aquest últim, però finalment Sam ho accepta, encara que deixa clar a qualsevol altra persona que aquest és un privilegi exclusiu de Dean Winchester.
- Igual que el seu germà, Dean té en la part esquerra del seu pit un tatuatge (idèntic al de Sam) que els protegeix de possessions demoníaques.
- Però sens dubte la característica més notable de Dean és la seva profunda feblesa pel seu germà Sam, a qui estima per sobre de tots i tot, sense importar el que posi en risc per protegir-lo o hagi de sacrificar per assegurar el seu benestar, Sam sempre és i serà la prioritat de Dean per damunt fins i tot de la resta del món. Dean no dubtarà a aniquilar a qualsevol que suposi una amenaça per al seu germà o s'atreveixi a fer-li mal, per mínim que aquest sigui. En l'episodi final de la segona temporada, després de l'assassinat de Sam, en una discussió amb Bobby, Dean li crida que no té interès a salvar al món de la seva imminent fi. Més tard, parlant-li desconsolat al cadàver del seu germà revela que sempre va intentar protegir-lo i preservar la seva innocència i que aquesta va ser una decisió que va prendre per si mateix, abans fins i tot que el seu pare l'hi demanés. Moments després, Dean ven la seva ànima a canvi que li retornin amb vida al seu germà menor.
- Malgrat que Dean sempre hagi estat més compromès amb la cacera que Sam, ell aprecia més el que és la família. És cert que Sammy és qui sempre ha volgut una vida normal, lluny de la cacera però això no lleva el fet que Dean, si pogués canviar tot sacrificant anys de la seva pròpia vida ho faria.
- Si bé Dean està totalment lliurat a la causa i no dubtaria dos segons a sacrificar la seva vida per la d'un desconegut, és altament prepotent i orgullós, fins amb Sam en certes ocasions. I com a part del mateix orgull està la lleialtat. A causa del seu orgull mai trencarà un promesa, mai deixarà que algú surti ferit, o perdi la vida mentre ell estigui a prop i com a part del mateix orgull, si això arribés a passar, no s'ho perdonaria mai.

## Dades rellevants de Dean
- Li té fòbia als avions.
- Igual que el seu germà menor, ha mort i ressuscitat diverses vegades i ha estat tant a la terra com en el cel i l'infern. Fins i tot en el purgatori, on va arribar al costat de Castiel en l'últim episodi de la setena temporada.
- En l'episodi 5x07 "The Curious Case Of Dean Winchester" Dean perd una mà de póker contra un bruixoti perd 50 anys de la seva vida, tornant-se un ancià.
- En l'episodi 4x03 "In the Beginning" Dean és enviat a l'any 1973 per Castiel. Allí coneix als seus pares de joves quan encara eren nuvis.
- Va ser enviat per Zacaríah cinc anys en el futur on es va trobar amb ell mateix, a més de mostrar a Castiel al seu costat, ja havent perdut la seva gràcia.
- En l'episodi 8x15 "Man's Best Friend with Benefits" es descobreix que Dean és al·lèrgic als gats.
- Odia als ratolins.
- Odia a les bruixes.
- És lleial sobre totes les coses a la gent que vol.
- Estima tant al seu Impala que sofreix d'atac d'ansietat si l'hi extravia o roba, la qual cosa es demostra en l'episodi 3x6, "Xarxa Sky at the Morning" en el qual Bella li fa un joc brut a Dean ficant-se amb el Impala.
- Dean sofreix del cor. Això és producte de l'accident que va tenir en l'episodi 1x12 "Faith", en el qual es va electrocutar lluitant contra un Rawhead, encara que es recupera en el mateix capítol tornant a la normalitat.